# Primula hoii
Primula hoii är en viveväxtart som beskrevs av Fang. Primula hoii ingår i släktet vivor, och familjen viveväxter. Inga underarter finns listade i Catalogue of Life.